# Bosňané
Bosňané (srbochorvatsky Bosanci / Босанци; jedn. č.. masc. Bosanac / Босанац, fem. Bosanka / Босанка) jsou lidé pocházející z Bosny a Hercegoviny, zejména z historické oblasti Bosny. Pojem Bosňané se jako běžné demonymum vztahuje na všechny obyvatele/občany země nezávislé na etnické, kulturní nebo náboženské příslušnosti. Může být také použito jako označení pro každého, kdo pochází z oblasti Bosny. Bosňan může být také kdokoli, kdo má občanství státu Bosna a Hercegovina, a je tedy do značné míry synonymem všezahrnujícího národního demonyma Bosňané a Hercegovinci.
Jako běžné demonymum by se termín Bosňané neměl zaměňovat s etnonymem Bosňáci, označující etnické Bosňáky. Mezi původní etnické skupiny Bosny a Hercegoviny patří Bosňáci, bosenští Chorvati a bosenští Srbové.

## Charakteristika
Označení Bosňané jako širší pojem je užíváno i pro všechny obyvatele Bosny a Hercegoviny. Nejpočetnějšími národnostmi Bosny a Hercegoviny jsou Bosňáci, bosenští Srbové a bosenští Chorvati.
Podle sčítání lidu z roku 1991 žilo v Bosně a Hercegovině 43,77 % Bosňáků, 31,46 % Srbů a 17,34 % Chorvatů; dalších 5,5 % lidí se deklarovalo jako Jugoslávci a 1,93 % patřilo k řadě dalších národností.
V roce 2000 žilo v Bosně a Hercegovině podle údajů americké agentury CIA 48 % Bosňáků, 37,1 % Srbů, 14,3 % Chorvatů a 0,6 % ostatních.

## Jazyk
Bosenština, srbština a chorvatština jsou v současné Bosně a Hercegovině uznávány jako samostatné a rovnoprávné oficiální jazyky. Rozdíly v mluvené formě jsou nepatrné, ovšem zejména u bosenštiny a chorvatštiny existuje snaha ke kodifikaci nových nebo regionálních výrazů, které by zdůraznily specifičnost jednotlivých komunit. Nové výrazy se již objevují v jazyce úředních dokumentů a ve školních učebnicích. Psaná forma jazyků používá v bosňácko-chorvatské Federaci latinku, v Republice srbské převážně cyrilici.

## Galerie

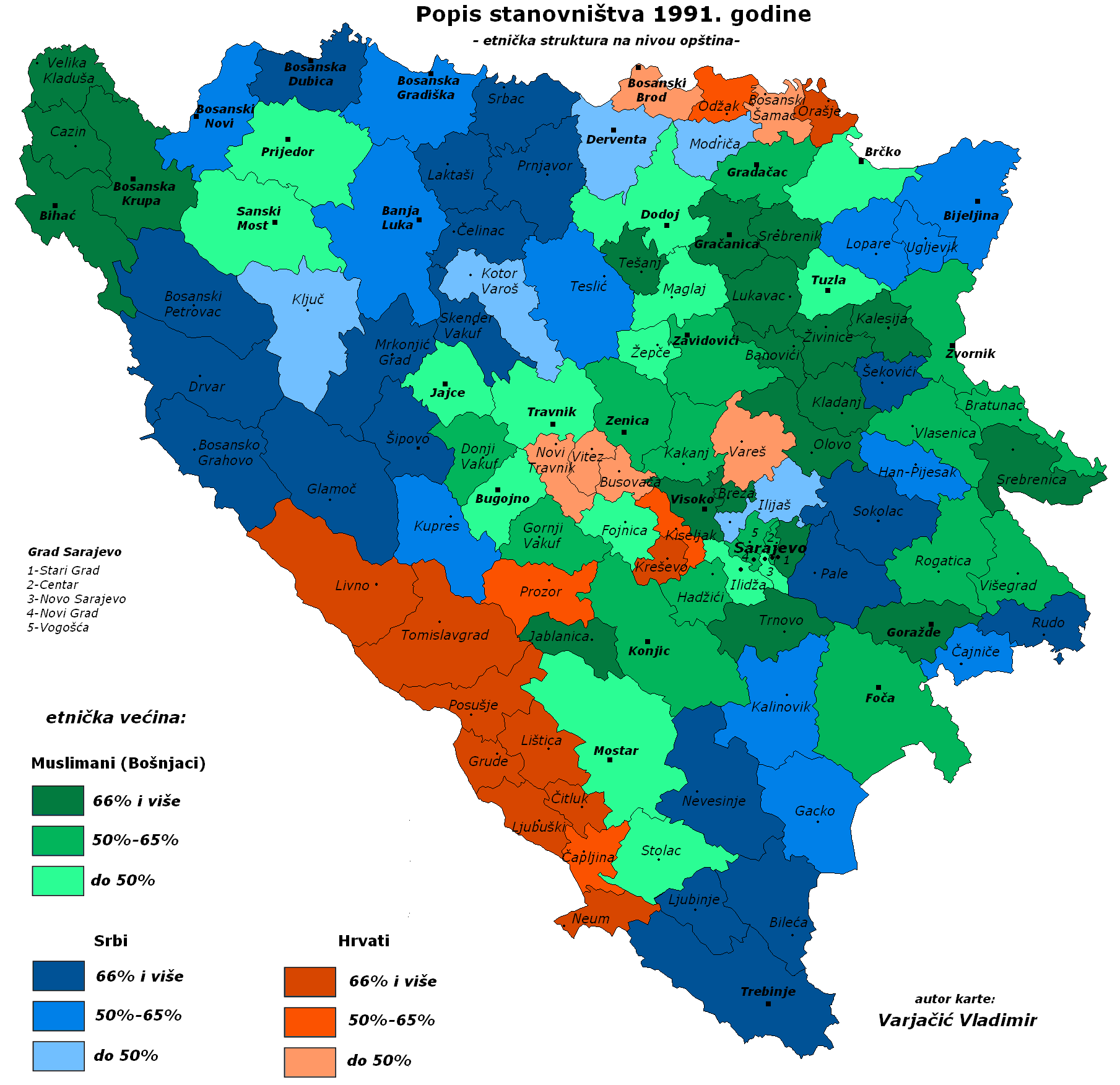
Etnická struktura Bosny a Hercegoviny v roce 1991.
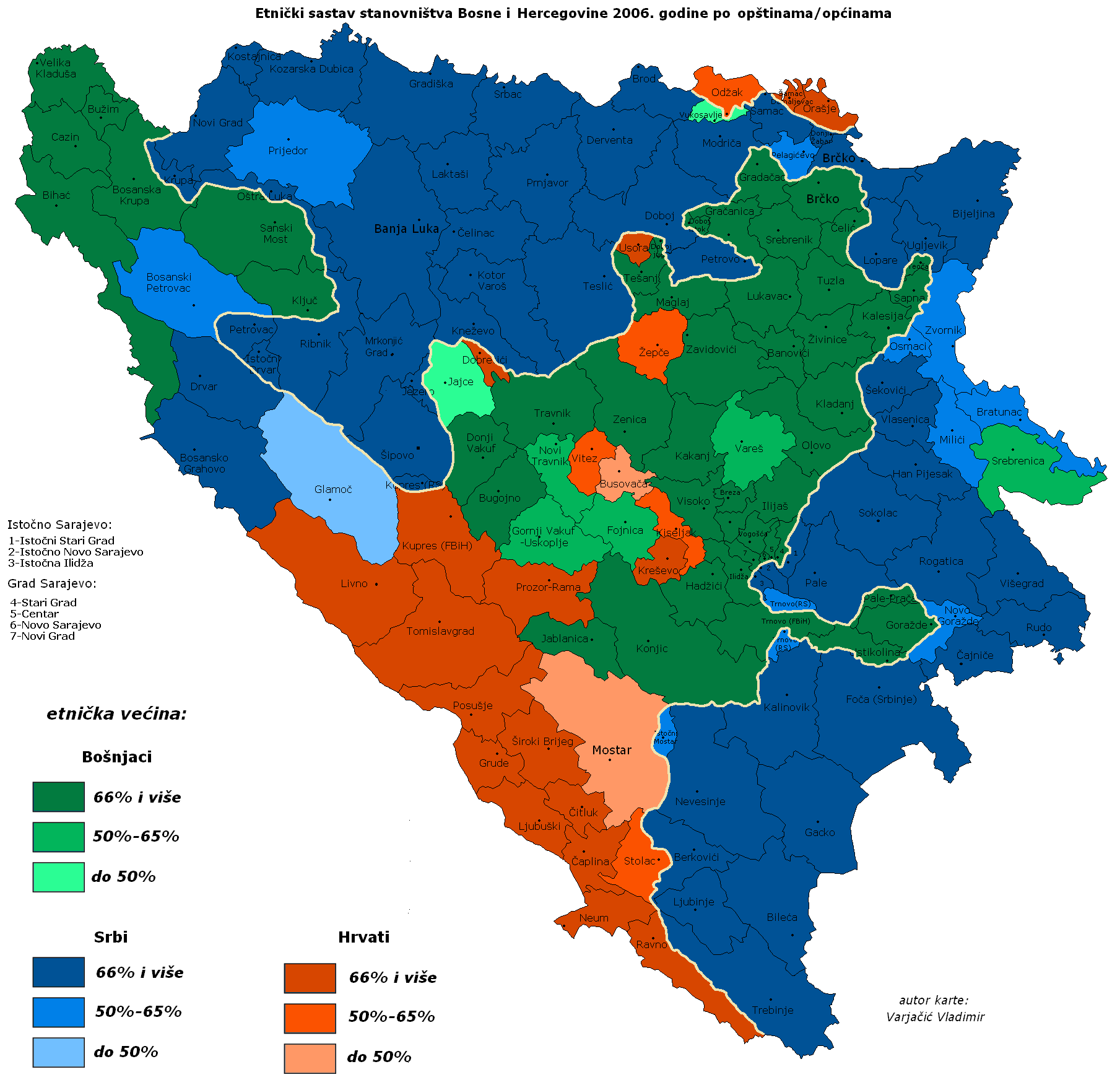
Etnická struktura Bosny a Hercegoviny v roce 2013.
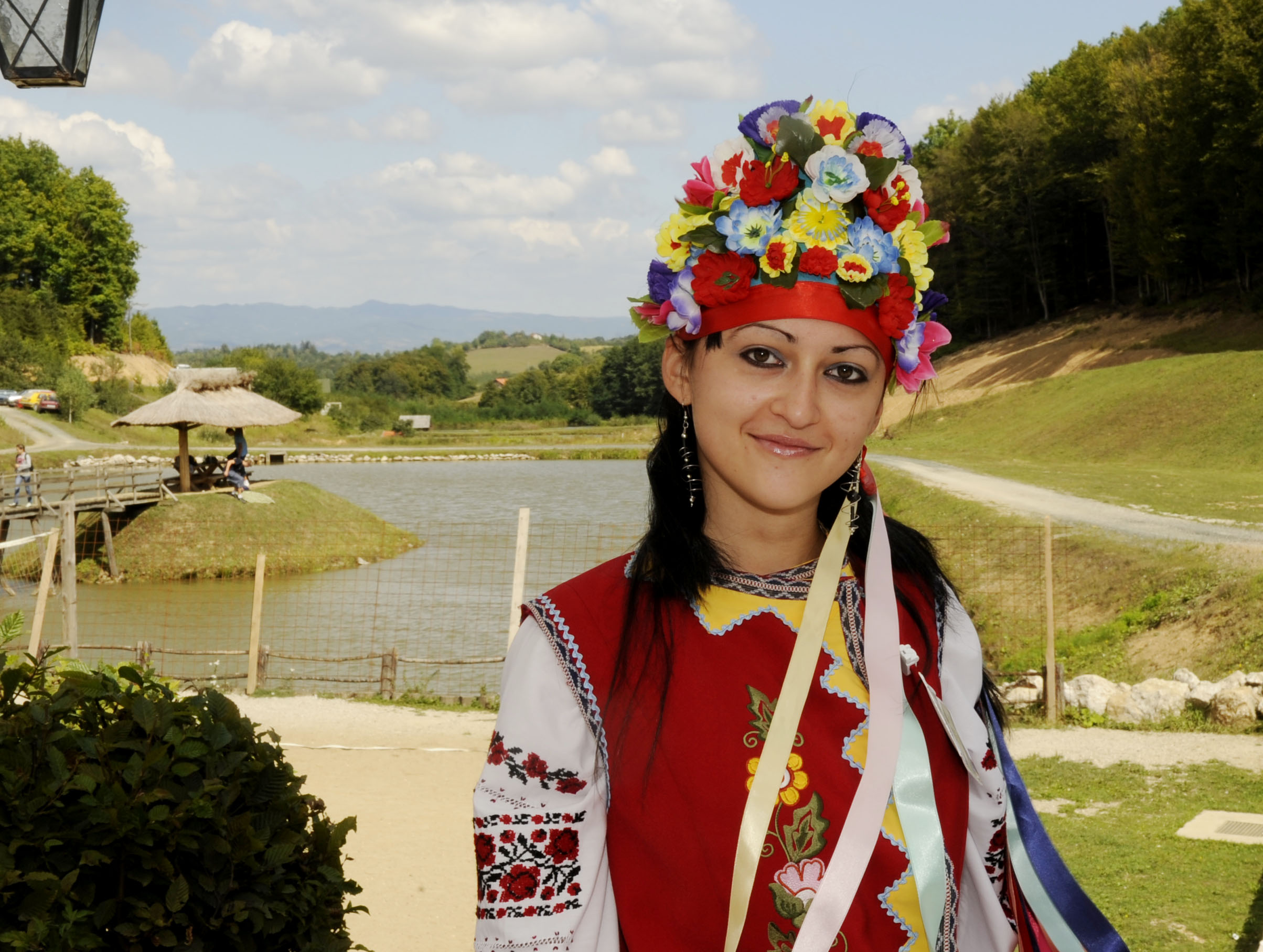
Tradiční bosenský oděv